# Åsenhöga kyrka
Åsenhöga kyrka är en kyrkobyggnad i Åsenhöga i Växjö stift. Den är församlingskyrka i Åsenhöga församling.

## Kyrkobyggnaden
En kyrka fanns förmodligen redan under  1200-talet  i närheten av Luvaberget. Vid 1500-talets mitt ersattes denna av en ny kyrkobyggnad rest i närheten av Klockberget. Denna användes fram till 1729 då  en träkyrka byggdes på den nuvarande kyrkans plats vid  Ekbacken där tre vägar möts mitt  i byn. 
Nuvarande stenkyrka uppfördes 1856 - 1857 efter ritningar av Johan Fredrik Åbom. Byggnadsstilen är nyklassicistisk  med   nyromanska  inslag. 1861 invigdes kyrkan av biskop Henrik Gustaf Hultman.
Kyrkan består av rektangulärt långhus med ett femsidigt kor i öster och ett torn med vapenhus i väster. Norr om koret finns en vidbyggd sakristia. Tornet är försett med nyromanskt inspirerade ljudöppningar och tornur. Den höga åttasidiga lanternin har ett hjälmformat tak krönt av en korsglob. Kyrkans tak och tornets lanternin är täckta med kopparplåt.
Interiören är av salkyrkotyp med tunnvalv. Koret avskiljs av en korbåge med överskriften >>ÄRA VARE GUD I HÖJDEN<<. Absidvalvet har en målning utförd 1937 av Torsten Hjelm. Dess motiv är "Kristus i majestät". Koret är försett med tre fönster som flankeras av  pilastrar. 

## Inventarier
- Altarkors med törnekrans och svepduk tillverkades 1858 av snickare Sjöbring.
- Altarring   med svarvade balusterdockor.
- Predikstol  i empirestil  med  uppgång från sakristian. Den runda korgen är dekorerad med förgyllda symboler. Det praktfulla ljudtaket har tillhört en äldre predikstol.
- Bänkinredning med dörrar mot mittgången.
- Orgelläktare med utsvängt mittstycke prydd med  lyra.

### Orglar
- Tidigare fanns en orgel med 5 stämmor.
- 1903 bygger Johannes Magnusson, Göteborg en orgel med 12 stämmor. Fasaden är ritad av G. Lindgren.
- 1981 bygger Västbo Orgelbyggeri, Långaryd en mekanisk orgel. Fasaden är från 1903.

| Huvudverk I   | Svällverk II        | Pedal       | Koppel |
| Principal 8´  | Rörflöjt 8´         | Subbas 16´  | I/P    |
| Rörflöjt 8´   | Salicional 8´       | Borduna 8´  | II/P   |
| Oktava 4´     | Vox retusa 4´       | Koralbas 4´ | II/I   |
| Spetsflöjt 4' | Koppelflöjt 4'      | Fagott 16'  |        |
| Waldflöjt 2'  | Principal 2'        |             |        |
| Mixtur 3 chor | Sifflöjt 1'         |             |        |
|               | Sesquialtera 2 chor |             |        |
|               | Scharf 3 chor       |             |        |
|               | Crescendosvällare   |             |        |

- Kororgel tillkom 1970.